# Бурківці (Бердичівський район)
Буркі́вці — село в Україні, у Краснопільській сільській територіальній громаді Бердичівського району Житомирської області. Кількість населення становить 642 особи (2001). У 1923—2020 роках — адміністративний центр колишньої Бурковецької сільської ради.

## Загальна інформація
Розташоване на лівому березі річки Тетерів, за 25 км від Чуднова та 21 км від залізничної станції Чуднів-Волинський.

## Населення
Станом на 1885 рік в селі мешкала 701 особа, налічувалося 102 дворових господарства, наприкінці 19 століття нараховувалося 1 304 мешканці, дворів — 179.
Відповідно до результатів перепису населення Російської імперії 1897 року, загальна кількість мешканців села становила 1 305 осіб, з них: православних — 1 159, чоловіків — 636, жінок — 669.
У 1906 році проживало 1 195 мешканців, дворів — 186, у 1923 році — 1 702 особи, дворів — 392.
Відповідно до перепису населення СРСР 17 грудня 1926 року, чисельність населення становила 1 715 осіб, з них 810 чоловіків та 905 жінок; етнічний склад: українців — 1 637, євреїв — 16, поляків — 62. Кількість домогосподарств — 410, з них, неселянського типу — 2.
Станом на 1972 рік кількість населення становила 1 107 осіб, дворів — 416.
Відповідно до результатів перепису населення СРСР, кількість населення, станом на 12 січня 1989 року, становила 693 особи. Станом на 5 грудня 2001 року, відповідно до перепису населення України, кількість мешканців села становила 642 особи.

### Мова
Розподіл населення за рідною мовою за даними перепису 2001 року:
| Мова       | Кількість | Відсоток |
| ---------- | --------- | -------- |
| українська | 635       | 98.91 %  |
| російська  | 7         | 1.09 %   |
| Усього     | 642       | 100 %    |

## Історія
Час заснування невідомий. Вперше згадується у 1437 році. Входило до складу Острозької ординації. У 1753 році, разом з Чудновим, відійшло до володінь князя Любомирського. Згадується в люстрації Житомирського замку 1754 року, як село, що перебувало у посесії Бужинського, сплачувало 14 злотих і 2 гроші до замку та 56 злотих і 8 грошів до скарбу. На 1775 рік посесорами сіл Бурківці і Троща, які входили до Острозької ординації, були сини Стефана Бужинського.
В середині 19 століття — село Житомирського повіту, за 15 верст від залізничної станції Вільшанка (Ольшанка) Брестсько-київської залізниці. Була гуральня, що належала панові Тадеушові Бужинському, та каплиця католицької парафії с. Краснопіль.
Станом на 1885 рік — колишнє власницьке село Краснопільської волості Житомирського повіту Волинської губернії, на річці Тетерів. В селі були церковна парафія, заїзд, 2 водяні млини, винокурня.
Наприкінці 19 століття — село Краснопільської волості Житомирського повіту Волинської губернії, на річці Тетерів, за 75 (71) верст від Житомира, 20 верст від найближчої поштової станції в Любарі, 15 верст від залізничної станції Вільшанка (згодом — Чуднів-Волинський). В селі була винокурня. У 1885 році, за кошти вірян, розпочали будівництво нової дерев'яної церкви, на місці старої, збудованої 1756 року, яка згоріла 6 травня 1884 року. При церкві було 54 десятини землі. Дворів — 99, парафіян: 828 православних, 30 католиків та 100 юдеїв. До парафії приписана церква в с. Мотрунках. Власність Бужинських (1 475 десятин).
У 1906 році — село Краснопільської волості (4-го стану) Житомирського повіту Волинської губернії. Відстань до губернського та повітового центру, м. Житомир, становила 73 версти, до центру волості, с. Краснопіль — 5 верст. Найближче поштово-телеграфне відділення розташовувалося у містечку Янушпіль.
У березні 1921 року, в складі волості, передане до новоствореного Полонського повіту Волинської губернії. У 1923 році увійшло до складу новоствореної Бурковецької сільської ради, яка, 7 березня 1923 року, включена до складу новоутвореного Янушпільського району Житомирської округи; адміністративний центр ради. Відстань до районного центру, міст. Янушпіль, становила 11 верст.
27 червня 1925 року Янушпільський район передано до складу Бердичівської округи. Відстань від населеного пункту до районного центру, міст. Янушпіль, становила 12 верст, окружного центру, м. Бердичів — 40 верст, до найближчої залізничної станції (Чуднів) — 16 верст.
На фронтах німецько-радянської війни воювали 357 селян, з них 210 загинули, 142 нагороджені орденами й медалями. На їх честь у селі встановлено пам'ятник.
В радянські часи в селі розміщувалася центральна садиба колгоспу, котрий обробляв 2 918 га земель, з них 2 555 га — рілля. Господарство розвивало м'ясо-молочне тваринництво, вирощувало переважно зернові культури та цукрові буряки. В селі були восьмирічна школа, клуб, бібліотека, фельдшерсько-акушерський пункт, дитячі ясла, дві побутові майстерні, відділення зв'язку.
28 листопада 1957 року, разом із сільською радою, передане до складу Чуднівського району Житомирської області, 30 грудня 1962 року — до складу Бердичівського району, 4 січня 1965 року — до складу Любарського району, 8 грудня 1966 року — до складу відновленого Чуднівського району Житомирської області.
12 червня 2020 року, відповідно до розпорядження Кабінету Міністрів України № 711-р «Про визначення адміністративних центрів та затвердження територій територіальних громад Житомирської області», територію та населені пункти Бурковецької сільської ради Чуднівського району включено до складу Краснопільської сільської територіальної громади Бердичівського району Житомирської області.